# Carlos Campano Jiménez
Carlos Campano Jiménez   (Dos Hermanas, 15 de setembre de 1985) és un pilot de motocròs espanyol que va ser Campió del Món amb Yamaha en categoria MX3 el 2010 (és l'únic espanyol a haver guanyat mai un Campionat del Món d'aquesta disciplina). A banda, ha estat dues vegades Campió d'Espanya (en MX2 el 2006 i en MX Elite el 2009), a més d'una en categories d'iniciació (en 60 cc el 1995) i, formant part de l'equip andalús, dues vegades Por Autonomías (1997 i 2004).
A nivell internacional, abans d'aconseguir el Mundial el seu èxit principal fou el quart lloc final al Campionat d'Europa de Supercross del 2003, en 125cc.
A 1 de gener de 2012

## Palmarès

### Campionat d'Espanya
| Any          | Motocicleta  | Open       | 125cc |
| ------------ | ------------ | ---------- | ----- |
| 2003         | Yamaha       | -          | 3r    |
| 2004         | Yamaha       | -          | 3r    |
|              |              | MX1        | MX2   |
| 2005         | KTM          | -          | 2n    |
| 2006         | KTM          | -          | 1r    |
| 2007         | Yamaha       | -          | 15è   |
|              |              | MX Elite   | MX2   |
| 2008         | Yamaha       | 2n         | -     |
| 2009         | Yamaha       | 1r         | -     |
| 2010         | Yamaha       | 6è         | -     |
| Total títols | Total títols | 1          | 1     |
|              |              | 2 estatals |       |

### Campionat del Món
| Any  | Motocicleta | MX3 | MX1 | MX2 |
| ---- | ----------- | --- | --- | --- |
| 2004 | Yamaha      | -   | -   | 52è |
| 2005 | KTM         | -   | -   | 35è |
| 2006 | KTM         | -   | -   | 24è |
| 2007 | Yamaha      | -   | -   | 31è |
| 2008 | Yamaha      | 30è | 21è | -   |
| 2009 | Yamaha      | -   | 16è | -   |
| 2010 | Yamaha      | 1r  | -   | -   |
| 2011 | Yamaha      | -   | 19è | -   |